# Langeneichstädt
Langeneichstädt is een plaats en voormalige gemeente in de Duitse deelstaat Saksen-Anhalt, en maakt deel uit van de Landkreis Saalekreis.
Langeneichstädt telt 1.721 inwoners.